# 入江美帆
入江美帆（いりえ みほ、1月12日 - ）は、オフィスケイアールに所属するタレント。東京都出身。

## プロフィール
- 身長　160cm
- 趣味  アロマテラピー・パスタ料理・サッカー、野球観戦、ステージ鑑賞
- 資格  （社）日本アロマ環境協会認定　アロマテラピーアドバイザー

## 過去の出演番組
- CM「ベルーナ」
- CM「三井不動産」
- CM「さいたま住宅検査センター」